# Mieczysław Sołtys
Mieczysław Sołtys (né le 7 février 1863 à Lemberg – mort le 11 novembre 1929 à Lwów) est un compositeur polonais. Élève de Karol Mikuli au conservatoire de Lviv, il étudie parallèlement à la faculté de philosophie de l'Université de Lviv. Il se perfectionne plus tard auprès de Franz Krenn à Vienne et de Camille Saint-Saëns à Paris. Il est le professeur (1891), puis le directeur (1899) du conservatoire de Lviv. Il est notamment le professeur du musicologue polonais Hieronim Feicht (pl).

## Source
- (en) Cet article est partiellement ou en totalité issu de l’article de Wikipédia en anglais intitulé « Mieczysław Sołtys » (voir la liste des auteurs).